# Oro Diablo
Oro Diablo é um filme de drama venezuelano de 2000 dirigido e escrito por José Ramón Novoa. Foi selecionado como representante da Venezuela à edição do Oscar 2001, organizada pela Academia de Artes e Ciências Cinematográficas.

## Elenco
- Rocío Miranda - Isabel
- Laureano Olivares - Cae
- Armando Gota